# Mike Heidt
Michael „Mike“ Heidt (* 4. November 1963 in Calgary, Alberta) ist ein ehemaliger deutsch-kanadischer Eishockeyspieler, der für die Los Angeles Kings in der National Hockey League sowie für die Adler Mannheim und den EV Landshut in der Deutschen Eishockey Liga spielte.

## Spielerkarriere
Der 1,86 m große Verteidiger begann seine Karriere bei den Calgary Wranglers in der kanadischen Juniorenliga WHL, bevor er beim NHL Entry Draft 1982 als 27. in der zweiten Runde von den Los Angeles Kings ausgewählt (gedraftet) wurde.
In der Saison 1983/84 absolvierte der Linksschütze in der ersten Oktoberhälfte seine einzigen NHL-Einsätze für die Kings, ansonsten wurde er bei tiefklassigeren Farmteams des Franchises aus Los Angeles eingesetzt. 1986 wechselte der Kanadier in die 2. Deutsche Bundesliga zum SV Bayreuth, für die er anderthalb Spielzeiten lang auf dem Eis stand. 
Nach einem kurzen Engagement beim Zweitligisten EC Hedos München wechselte Heidt schließlich 1988 in die Eishockey-Bundesliga zum Schwenninger ERC, den er nach zwei Jahren in Richtung SB Rosenheim verließ. Bei den Bayern absolvierte der Abwehrspieler in der Saison 1991/92 seine wohl bis dato erfolgreichste Spielzeit in Deutschland: Heidt wurde zum besten Verteidiger der regulären Spielzeit sowie der Play-offs gekürt und zudem ins Bundesliga All-Star Team 1991/92 berufen. Nach dieser Saison unterschrieb der Kanadier mit deutscher Staatsangehörigkeit einen Vertrag beim Ligakonkurrenten Mannheimer ERC, für deren ausgegliederte Profimannschaft er auch nach Gründung der neuen DEL 1994 auf dem Eis stand. Seine Karriere beendete Heidt schließlich nach der DEL-Saison 1997/98 beim EV Landshut.

### International
Für die deutsche Nationalmannschaft stand Mike Heidt sowohl bei den Olympischen Spielen 1992 als auch bei den Eishockey-Weltmeisterschaften 1992 und 1996 auf dem Eis. Zudem absolvierte er mit dem Team Germany den World Cup of Hockey 1996.

## Erfolge und Auszeichnungen
- 1984 Spengler-Cup-Gewinn mit dem Team Canada

## Karrierestatistik
(Legende zur Spielerstatistik: Sp oder GP = absolvierte Spiele; T oder G = erzielte Tore; V oder A = erzielte Assists; Pkt oder Pts = erzielte Scorerpunkte; SM oder PIM = erhaltene Strafminuten; +/− = Plus/Minus-Bilanz; PP = erzielte Überzahltore; SH = erzielte Unterzahltore; GW = erzielte Siegtore; 1 Play-downs/Relegation; Kursiv: Statistik nicht vollständig)